# 贝内旺和沙尔比拉克
贝内旺和沙尔比拉克（法語：Bénévent-et-Charbillac）是法国上阿尔卑斯省的一个旧市镇，属于加普区。该市镇2009年时的人口为276人。
贝内旺和沙尔比拉克已于2013年1月1日起和相邻的另外2个市镇合并成为尚索尔地区圣博内。

## 人口
贝内旺和沙尔比拉克人口变化图示
| 数据来源：INSEE |